# Thomas Elliot
Thomas Elliot (18 giugno 1979) è un calciatore britannico delle Isole Cayman, difensore del Future SC.

## Carriera

### Club
Ha giocato nella massima serie del campionato delle Isole Cayman con il Futura.

### Nazionale
Ha esordito in Nazionale nel 2004.